# Tambinia guamensis
Tambinia guamensis är en insektsart som beskrevs av Metcalf 1946. Tambinia guamensis ingår i släktet Tambinia och familjen Tropiduchidae. Inga underarter finns listade i Catalogue of Life.